# Frans Van De Velde (acteur)
Frans Van De Velde (Deurne, 6 april 1933 -  16 februari 2017) was een Belgisch acteur en theaterregisseur.
Van de Velde was vooral actief in het theater, maar was ook te zien in verscheidene televisieseries. Zijn voornaamste tv-rollen dateren uit de jaren 90, toen hij te zien was als Lucien in Drie mannen onder een dak, als Eduard in Nonkel Jef en als Bertrand in Wittekerke.
Eind 2014 werd bekend dat Van De Velde maagkanker had.

## Gastrollen op televisie
- Zone Stad (Cafébaas) 2012
- Het gezin van Paemel (Pastoor Liekens)
- Kiekeboe: Het witte bloed (Sapperdeboere)
- Ramona (Reginald, vader van Mireille)
- Zomerrust (Lucien)
- De Kotmadam (kandidaat koper van huis)
- Familie (Jos Van Wees)
- Verschoten & Zoon (Frans)
- Samson & Gert (Tamboer-Majoor)
- De Wet volgens Milo (boer Smulders)
- Spoed (man in 2000, acteur in 2005)
- Lili en Marleen (kerstman).